# Barka (plovilo)
Barka, bark ali barque je vrsta jadrnice s tremi ali več jambori, od katerih so prednji jambor, glavni jambor in vsi dodatni jambori opremljeni s križnim jadrom, le zadnji jambor (mizzen pri tribarkah) pa je opremljen z vzdolžnim jadrom. Včasih je mizzen le delno opremljen z vzdolžnim jadrom, nad njim pa nosi križno jadro.

## Etimologija
Beseda "barka" je v angleščino prišla prek francoskega izraza, ki je izhajal iz latinske besede barca prek okcitanščine, katalonščine, španščine ali italijanščine.
Latinska beseda barca morda izvira iz keltske besede barc (po Thurneysenu) ali grške besede baris (po Diezu), izraza za egipčanski čoln. Oxford English Dictionary pa meni, da je slednje malo verjetno.
Zdi se, da je beseda barc prišla iz keltskih jezikov. Oblika, ki jo je sprejela angleščina, morda iz irščine, je bila "bark", medtem ko je latinska beseda barca, ki je zelo zgodaj dala francoski besedi barge in barque.
V latinščini, španščini in italijanščini se izraz barca nanaša na majhen čoln, ne na polno ladjo. Francoski vpliv v Angliji je privedel do uporabe obeh besed v angleščini, čeprav njuni pomeni zdaj nista enaka.
Že precej pred 19. stoletjem je bila barka razlagana kot majhno plovilo obalnih ali celinskih voda ali hiter veslaški čoln, ki so ga nosile vojne ladje in je bil običajno rezerviran za poveljujočega častnika. Nekoliko kasneje je barka postala jadrnica z značilno opremo, kot je podrobno opisano spodaj. V Britaniji je do sredine 19. stoletja črkovanje prevzelo francosko obliko barque. Čeprav je Francis Bacon uporabljal črkovanje s "q" že leta 1592, je Shakespeare še vedno uporabljal črkovanje "barke" v Sonetu 116 leta 1609. Skozi obdobje jadranja se je beseda uporabljala tudi kot okrajšava za barca-longa Sredozemskega morja.
Običajna sodobna pravopisna konvencija je, da se za razlikovanje med homofoni, ko je črkovana kot barque, nanaša na ladjo in ko je črkovana kot bark (lubje ali pasji lajež), se nanaša na zvok ali na drevesno lubje.
"Barcarole" v glasbi ima isto etimologijo, saj je bila prvotno ljudska pesem, ki so jo peli beneški gondoljerji in izhaja iz barca – "čoln" v italijanščini, ali v pozni latinščini.q=barca |url-status=live }}</ref>

## Bark
V 18. stoletju je Kraljeva mornarica izraz bark uporabljala za neopisljivo plovilo, ki se ni ujemalo z nobeno od njenih običajnih kategorij. Tako je bila, ko je britanska admiraliteta kupila ladjo za prevoz premoga za uporabo Jamesa Cooka na njegovi raziskovalni poti, registrirana kot HM Bark Endeavour, da bi jo ločili od druge ladje Endeavour, ki je bila takrat že v uporabi. Endeavour je bila polno opremljena ladja z navadnim topim premcem in polno krmo z okni.
William Falconer (pesnik) je v svojem slovarju pomorstva "bark" definiral kot "splošno ime za majhne ladje: vendar ga pomorščaki posebej pripisujejo tistim, ki imajo tri jambore brez krmnega jadra. Severni pomorščaki, ki so usposobljeni v trgovini s premogom, to razliko uporabljajo za ladjo s široko krmo, ki nima okrasne figure na premcu ali kljunu."
Dokument iz 16. stoletja v arhivu Cheshire in Chester Archives and Local Studies Service omenja imena Roberta Ratclyfeja, lastnika barke Sunday in 10 pomorščakov, ki so bili imenovani za služenje pod grofom Sussexa, namestnikom lorda Irske.

## Oprema barke
Do konca 18. stoletja se je izraz barka (včasih, zlasti v ZDA, črkovana kot bark) začel nanašati na katero koli plovilo z določeno vrsto jadralnega načrta. Ta vključuje tri (ali več) jamborov, vzdolžna jadra na zadnjem jamboru in križna jadra na vseh drugih jamborih. Barke so bile delovni konj zlate dobe jadranja sredi 19. stoletja, saj so dosegle plovbe, ki so se skoraj ujemale s polno opremljenimi ladjami, vendar so lahko delovale z manjšimi posadkami.
Prednost teh oprem je bila, da so potrebovale manjše (zato cenejše) posadke kot primerljiva polno opremljena ladja ali brig, saj je bilo uporabljenih manj delovno intenzivnih križnih jader in sama oprema je bila cenejša. Nasprotno, polna ladijska oprema se je ponavadi ohranila za plovila za usposabljanje, kjer je večja posadka pomenila več usposobljenih pomorščakov.
Druga prednost je, da lahko barka pri vetru v hrbet prekaša škuner ali barkentino, in je tako lažja za upravljanje kot tudi boljša pri plovbi proti vetru kot polno opremljena ladja. Medtem, ko je polno opremljena ladja najboljši tekač, ki je na voljo in medtem ko so plovila z vzdolžnimi jadri najboljša pri plovbi proti vetru, sta barka in barkentina kompromisa, ki v različnih razmerjih združujeta najboljše elemente teh dveh.
Ali je optimalna jadrna oprema polno opremljena ladja, barka, barkentina ali škuner, je odvisno od stopnje, do katere je mogoče izbrati jadralno pot in sezono za doseganje vetra v hrbet. Križni jadralci so prevladovali pri medcelinskem jadranju na poteh, izbranih za veter v hrbet.
Večina čezoceanskih jadrnic je bila štirimastnih bark, zaradi zgoraj opisanih premislekov in kompromisov. Običajno je bil glavni jambor najvišji;tista od Moshulu sega 58 m od palube. S štirijambornim barkom je mogoče upravljati s presenetljivo majhno posadko – najmanj 10 – in medtem ko je običajna posadka štela okoli 30 ljudi, je bila skoraj polovica od njih lahko vajencev.
Danes so mnoge jadrnice-šolske ladje barke.
Dobro ohranjen primer komercialnega barka je Pommern, edini windjammer v originalnem stanju. Njegov dom je v Mariehamnu zunaj pomorskega muzeja Åland. Leseni bark Sigyn, zgrajen v Gothenburgu leta 1887, je zdaj muzejska ladja v Turkuju. Leseni kitolovski bark Charles W. Morgan, splavljen leta 1841, umaknjen iz službe leta 1921, je zdaj muzejska ladja v Mystic Seaportu v Connecticutu. Charles W. Morgan je bil nedavno prenovljen in (od poletja 2014) pluje ob obali Nove Anglije. Obalna straža Združenih držav Amerike ima še vedno operativen bark, zgrajen v Nemčiji leta 1936 in zajet kot vojni plen, USCGC Eagle, ki ga Akademija obalne straže Združenih držav Amerike v New Londonu, Connecticut uporablja kot vadbeno plovilo. Sydney Heritage Fleet je obnovila železni trijamborni bark, James Craig, prvotno zgrajen kot Clan Macleod leta 1874 in pluje na morju vsakih štirinajst dni. Najstarejše aktivno jadrnico na svetu, Star of India, so zgradili leta 1863 kot polno opremljeno ladjo, nato pa jo leta 1901 predelali v bark.
Ta vrsta ladje je navdihnila francoskega skladatelja Maurice Ravela, da je leta 1905 napisal svoje slavno delo, Une Barque sur l'ocean, prvotno komponirano za klavir, nato pa orkestrirano leta 1906.
Statsraad Lehmkuhl je v aktivni uporabi v svoji bark obliki, brez večine vitlov in kasnejših izboljšav, bolj usmerjenih v vzgojo bodočih mornarjev, tako kot šolska ladja, za usposabljanje norveške mornarice in splošno na voljo zainteresiranim prostovoljcem. Poleti 2021 je gostil "NRK Sommarskuta" z vsakodnevnim prenosom v živo, ki je plul po celotni norveški obali od severa do juga in prečkal Severno morje do Shetlandov. Po tem je opravil svoje prvo polno jadranje okoli sveta, ki naj bi trajalo 19 mesecev z mnogimi promocijskimi dogodki na poti. Nameščena je bila znanstvena oprema za podporo tekočim univerzitetnim študijam za spremljanje in beleženje okoljskih podatkov.